# Antegnate
Antegnate là một đô thị ở tỉnh Bergamo trong vùng Lombardia của nước Ý, có vị trí cách khoảng 50 km về phía đông của Milano và khoảng 25 km về phía đông nam của Bergamo. Tại thời điểm ngày 31 tháng 12 năm 2004, đô thị này có dân số 2.633 người và diện tích là 9,6 km².
Antegnate giáp các đô thị: Barbata, Calcio, Bergamo, Covo, Fontanella.